# حمام نوغه بادرود
حمام نوغه بادرود مربوط به دوره صفوی است و در نطنز، شهر بادرود واقع شده و این اثر در تاریخ ۷ مهر ۱۳۸۱ با شمارهٔ ثبت ۶۵۴۳ به‌عنوان یکی از آثار ملی ایران به ثبت رسیده است.